# Jack Smight
John Ronald "Jack" Smight, född 9 mars 1925 i Minneapolis, Minnesota, död 1 september 2003 i Los Angeles, Kalifornien var en amerikansk filmregissör.

## Regi i urval
- 1964 – En fästman för mycket
- 1965 – Harper – En kille på hugget
- 1965 – The Third Day (även producent)
- 1966 – Två äss i ärmen
- 1967 – Generalernas flykt
- 1968 – Ensam dam får besök
- 1969 – Den illustrerade mannen
- 1970 – Rabbit, Run
- 1975 – Katastroflarm
- 1976 – Slaget om Midway
- 1977 – Helvetespassagen
- 1980 – Kärleksbytet